# Histoires de pouvoirs
Histoires de pouvoirs est le huitième volume de la première série de La Grande Anthologie de la science-fiction, paru en 1975.
Préfacé par Jacques Goimard, l'ouvrage regroupe dix-sept nouvelles réunies autour du thème des super-pouvoirs.

## Publication
- Jacques Goimard (dir.), Histoires de pouvoirs, Le Livre de poche n°3770, 1975 (rééd. 1985), 414 p.  (ISBN 2-253-00739-0).

## Extrait de la préface
« Le pouvoir tel que nous l'entendons ici, c'est une aptitude de l'être humain, naturelle ou artificielle, qui permet une opération particulière. 

La stripteaseuse exerce un pouvoir sur les spectateurs comme le médecin sur les malades. Le mot serait synonyme de don, de talent ou de faculté s'il n'avait des connotations spécifiques liées à ses autres emplois : le pouvoir implique une capacité, une liberté d'agir et de créer, un ensemble de moyens disponibles à tout instant et utilisables aux fins choisies par son détenteur ; il implique aussi une possibilité de manipuler ou de dominer autrui par l'intermédiaire d'une contrainte ou d'un charme.
(…) La science-fiction, au moins en apparence, ne s'intéresse qu'aux pouvoirs extraordinaires. (…)

(…) Le pouvoir extraordinaire n’est pas seulement un miracle de la nature, mais surtout une transgression décisive des normes imposées par la société et que celle-ci se défend de son mieux. Le traitement habituel du thème indique que nous sommes beaucoup plus éloignés de la liberté que nous le croyons généralement. (…) »
— Extraits de la préface

## Nouvelles

### Gomez
- Titre original : Gomez.
- Trad. de l’anglais par Michel Rivelin, initialement paru dans The Explorers, août 1954
- Auteur : Cyril M. Kornbluth
- Résumé : Lorsque le professeur Sugarman lui montre une lettre signée d'un jeune plongeur de restaurant féru de physique nucléaire, le journaliste Beel Vilchek en rit et la publie comme une blague. Sauf que, le lendemain, il reçoit la visite de l'amiral MacDonald et des services secrets, afin de savoir où il a trouvé ces secrets atomiques! Sauvé de la prison par l'influence de son rédacteur en chef, Vilchek peut accompagner l'amiral dans son arrestation du jeune Julio Gomez, de Porto Rico. Il s'avère que Julio est réellement un prodige de la physique, plus fort encore qu'Einstein. Il est mis au secret dans une villa où il passe ses journées à aligner des équations incompréhensibles et révolutionnaires.

Cependant, Julio est toujours amoureux de sa jeune collègue Rosa. Un jour, Vilchek s'arrange pour que Julio échappe momentanément à la surveillance de ses pandores; Julio fuit aussitôt avec Rosa, qu'il épouse en express, et ne revient que quelques jours après. L'amiral furieux lui ordonne d'aussitôt se remettre au travail… mais il semble que Julio ait perdu son don. Il déclare ne plus savoir à quoi il travaillait, et être incapable de comprendre ses propres équations.
Version officielle : Julio en devenant un homme fait, a perdu l'acuité de son esprit.
Version officieuse, celle de Vilchek: Julio savait parfaitement à quoi ses découvertes seraient employées. Réalisant que sa famille naissante serait alors en péril, il a choisi de cacher son don. Vilchek voit bien d'ailleurs, que lorsque Julio se laisse aller, il montre encore des capacités de calculateur prodige.

### Mr Bauer et les atomes
- Titre original : Mr Bauer and the Atoms.
- Trad. de l’anglais par Frank Straschitz, initialement paru dans Weird Tales, janvier 1946
- Auteur : Fritz Leiber
- Résumé : Malgré ce que lui disent sa raison, le docteur Jacobson, et sa femme, Frank Bauer craint qu'il puisse lui-même déclencher la fission nucléaire de son corps entier, au moyen de la puissance de son esprit. Un soir, en rentrant chez lui, Bauer sent soudain que son corps est irradié. Ses pensées autodestructrices ont réellement initié la réaction en chaîne! Bauer se suicide avant l'explosion totale. Les rayonnements qu'émet son corps en sont la preuve effrayante.

### Flamber clair
- Titre original : Burning Bright.
- Trad. de l’anglais par Simone Hilling, initialement paru dans Astounding Science Fiction no 212, juillet 1948 sous le pseudonyme de John S. Browning
- Auteur : Robert Moore Williams
- Le titre est extrait du poème de William Blake, The Tyger.
- Résumé : Ferguson, chargé de la sécurité d'une centrale nucléaire souterraine (imaginée en 1943!), a deux tâches: sauvegarder ses hommes et s'assurer qu'aucun des robots sophistiqués ne s'échappe de l'enceinte pour, peut-être, devenir autonome. Le fait que deux robots coups sur coup, au moment de leur destruction programmée, montrent des signes de spiritualité, le trouble intensément. Mais il n'a pas le temps d'y penser, car on l'appelle au chevet d'un malade à l'hôpital en surface. L'inconnu en question est irradié, sans pourtant appartenir au personnel de la centrale; il se prend pour Dieu, et de fait, il peut faire léviter les infirmiers ou désintégrer la porte. Voulant retourner en un lieu imprécis, il finit par voler un hélicoptère. Ferguson et ses comparses apprennent qu'il s'agit d'un nommé Homère, le gourou d'une secte évangélique vivant dans les montagnes de Californie. De fait, l'épave de l'appareil est localisée non loin (soit Homère ne savait pas bien le piloter, soit il était trop délirant).

En se rendant sur les lieux en pleine nuit, Ferguson et son équipe retrouvent Homère en compagnie d'une créature noire, énorme, aux yeux rouges et insensible aux balles. Homère croit que c'est Satan lui-même, venu lui prêter hommage comme il le fit à Dieu jadis. Mais la créature ne se conforme pas aux désirs d'Homère qui meurt d'irradiation en le maudissant.
Enfin les enquêteurs peuvent dialoguer avec la créature. Il s'avère qu'il s'agit d'un robot échappé de la centrale nucléaire! Hautement radioactive, la machine a abouti sur la montagne, où il a rencontré Homère et lui a demandé s'il était un des "dieux" qui ont créé sa race (les robots ne voient jamais d'humains avant leur destruction). Homère, malade d'irradiation et en plein délire mystique, a cru qu'il était face à Satan et que celui-ci reconnaissait Dieu en lui, croyance renforcée par les pouvoirs psi accidentellement éveillés par les radiations.
Ferguson devrait, en théorie, détruire le robot. Mais à la place, il déclare qu'il est la preuve que la race des machines a atteint la maturité et peut désormais aider l'humanité hors des centrales. En effet, le robot a prouvé qu'il était à la fois créatif et animé de bonnes intentions envers les humains; ce n'est pas sa faute s'il est aussi radioactif.

### Les Jeux
- Titre original : Games.
- Trad. de l’anglais par Simone Hilling, initialement paru dans Galaxy Science Fiction n°28, mars 1953
- Auteur : Katherine MacLean
- Résumé : Le jeune Ronny aime bien jouer aux cow-boys et aux Indiens. Il aime particulièrement jouer le rôle d'un vieux chef indien sage et mourant. Cette disposition d'esprit le met soudain en contact avec l'esprit d'un homme âgé, sage, et mourant – le docteur Revert Purcell, illégalement détenu pour le forcer à offrir à l'armée la clef de son arme biologique (plus précisément, il détient la défense biologique absolue, ce qui permettrait aux militaires d'empoisonner leurs ennemis sans rien craindre en retour). Purcell veut protester par une grève de la faim, mais personne ne l'écoute, il n'a qu'à mourir de faim s'il ne veut pas aider son pays. Lorsque Ronny le contacte inopinément, Purcell réalise qu'il a une chance de transmettre son savoir et ses idéaux.

Ronny a grand-peine à assimiler ce flot de pensées adultes, jusqu'à ce qu'un autre télépathe (un « esper » comme il se dénomme) le rencontre et insuffle un peu de stabilité à son esprit dédoublé. Ronny va pouvoir continuer ses « jeux », mais rien ne sera comme avant.

### Étoile du soir, étoile d’espoir…
- Titre original : Star Light, Star Bright.
- Trad. de l’anglais par May Gallowman, initialement paru dans The Magazine of Fantasy & Science Fiction n°26, juillet 1953
- Auteur : Alfred Bester
- Résumé : pourquoi le professeur Warbeck visite-t-il, sous couverture, toutes les familles Buchanan du pays? Walter Herod et Joe, deux malfrats, croient qu'il veut les concurrencer, car ils escroquent gentiment plusieurs familles en leur faisant miroiter l'espoir d'une filiation avec le président James Buchanan, dont l'héritage n'a jamais été clarifié. Mais Warbeck ravi, leur explique qu'au contraire ils peuvent collaborer : c'est par hasard que sa cible se nomme Stuart Buchanan, mais ils peuvent tous y gagner beaucoup. En effet, Stuart a révélé par mégarde, dans une rédaction, que la plupart de ses amis possédaient des pouvoirs extraordinaires. Warbeck veut retrouver son élève et savoir leur secret! Mais le garçon a pris peur et a poussé sa famille à disparaître.

Avec l'aide rouée de Herod et Joe, Warbeck finit par localiser un quartier de Brooklyn où un déménageur a conduit une famille qui pourrait être les Buchanan. Tous trois se mettent à quadriller la zone, mais ils disparaissent l'un après l'autre : Stuart possède lui aussi un pouvoir… celui d'exaucer ses vœux, et surtout celui de protéger sa famille. Warbeck, Herod et Joe se retrouvent, comme bien d'autres, à marcher éternellement dans une autre dimension.

### C’est vraiment une bonne vie
- Titre original : It’s a good life.
- Trad. de l’anglais par François Valorbe, initialement paru dans Star Science Fictions Stories, 1953
- Auteur : Jerome Bixby
- Remarque : Cette nouvelle a été adaptée dans l'un des épisodes de la série La Quatrième Dimension : C'est une belle vie (saison 3, épisode 8).
- Résumé : Peaksville vit dans la terreur du jeune Anthony. Quelques années avant, à sa naissance, Anthony a révélé ses pouvoirs en projetant le village dans une dimension de poche où il se comporte en petit dieu. Les 46 survivants tentent désespérément de ne jamais contrarier Anthony, de ne jamais même lui laisser entendre qu'il pourrait « améliorer » leurs existences. Lorsque Dan Hollis s'enivre à son anniversaire et se met à crier contre Anthony, l'horrible châtiment que lui inflige le petit garçon les renvoie dans la panique à leur leitmotiv, comme quoi « c'est vraiment une bonne vie ».

### Un Numéro d’escamotage
- Titre original : Disappearing Act.
- Trad. de l’anglais par P.-J. Izabelle, initialement paru dans Star Science Fiction Stories n°2, 1953
- Auteur : Alfred Bester
- Résumé : Le général Carpenter est furieux. Sa belle guerre, la Guerre pour le Rêve Américain, tourne à merveille : face aux hordes communistes, il a réussi, par sa propagande, à transformer la nation américaine en une machine parfaite, entièrement constituée de spécialistes. Et voici qu'on lui dit que, dans le service T de l'hôpital de Saint-Albans, il y a vingt-quatre malades dont on ignore s'ils sont là ou non.

Carpenter convoque le docteur Edsel Dimmock, grand spécialiste, qui lui avoue que le service T renferme des cas impossibles à diagnostiquer : les patients disparaissent, reviennent parfois, mangent rarement. Où vont-ils? Certainement dans des endroits agréables, car leurs retours s'espacent de plus en plus. De fait, on découvre la vie de certains : tous se "rêvent" en grands personnages d'une époque passée où ils mènent grand train et, surtout, échappent aux horreurs de l'Amérique ravagée de 2112.
Carpenter convoque ses spécialistes pour savoir comment ramener dans le rang ces rebelles, puis à la réflexion, pour savoir si on peut se servir de leur trouvaille pour remonter le temps et ainsi défaire les communistes. Mais Bradley Scrim, un historien, le dernier de son espèce (envoyé au bagne pour pacifisme), lui apprend que les univers des vingt-quatre sont pleins d'anachronismes : ce ne sont pas de vraies époques passées, juste des dimensions personnelles.
C'est aussi bien, décide Carpenter : les ressources infinies de ces dimensions, le repos qu'elles offriraient aux soldats, permettraient de gagner la guerre. Il faut juste savoir comment y aller ! Y a-t-il un spécialiste pour ça?
Scrim répond que seul un poète pourrait comprendre les vingt-quatre. Carpenter en réclame un aussitôt !
Mais il n'y a plus de poètes. Plus que des spécialistes.

### Qu’est-il arrivé au caporal Cuckoo?
- Titre original : Whatever Happened to Corporal Cuckoo ?.
- Trad. de l’anglais par Catherine Grégoire, initialement paru dans Star Science Fiction Stories n°3, janvier 1955
- Auteur : Gerald Kersh
- Résumé : Le narrateur commence par raconter avec force détails qu'il était reporter de guerre, raccompagnant les troupes américaines alors rapatriées en 1945. Alors que le navire mouillait dans le port de New York, un homme grand, fort, mais couturé d'abominables cicatrices, est venu le voir et s'est présenté comme le caporal Cuckoo, alias Lecoq, alias Lecocu, né en l'an… 1507.

Au narrateur bien sûr incrédule, Cuckoo raconte avec mille détails, et une très grande force de conviction, qu'il a réellement participé à la bataille du Pas de Suse : c'est là qu'Ambroise Paré lui a appliqué un onguent miraculeux, qui l'a doté de l'immortalité et d'une puissance de régénération incroyable (cependant, chaque blessure demeure visible). La recette de cet onguent n'a pu être reproduite, ni par Paré qui gardait Cuckoo en observation, ni par Cuckoo lui-même au cours de ses errances. Le narrateur comprend pourquoi : ses ingrédients (miel, rose, œufs, térébenthine) peuvent être chacun de nombreuses sortes différentes.
Intrigué, le narrateur demande à Cuckoo ce qui lui vaut toutes ces révélations. Cuckoo répond qu'il est, lui-même, assez stupide – il n'est parvenu à rien en quatre siècles, même pas à un grade d'officier. Mais en Amérique, il y a bien des gens instruits et malins. Si le narrateur diffusait son histoire, il se trouverait des associés capables de recréer l'onguent, et alors il serait enfin riche comme il en rêve.
L'histoire plaît au narrateur : si elle est fausse, elle fera bien rire, si elle est vraie, c'est la gloire. Mais il commet l'erreur de réclamer une dernière preuve à Cuckoo. Ce dernier se vexe et disparaît.
Le narrateur, conscient de son immense erreur, termine son récit en promettant une forte somme à qui lui apprendra où se trouve Cuckoo.

### Parabole amoureuse
- Titre original : A Parable of Love.
- Trad. de l’anglais par Catherine Grégoire, initialement paru dans The Magazine of Fantasy & Science Fiction n°76, septembre 1957
- Auteur : Robert M. Coates
- Résumé : Walter Kettrick est un télépathe assez puissant pour légèrement hypnotiser les gens. Cependant, sa vie est somme toute plutôt moyenne. Pour se valoriser, il décide d'épouser Helen, une jeune actrice dont il va, sous couvert de l'aider, saboter tous les efforts; ce qui ne l'empêche pas de l'aimer, simplement il n'aime pas qu'on ait plus de talent que lui.

Un jour, Helen reçoit une offre pour aller jouer à Hollywood. Cette fois, Kettrick se sent dépassé ; son inaction fait soudain réaliser à Helen qu'en fait, elle ne peut que le haïr, sans qu'elle sache qu'il s'agit d'une rébellion contre son contrôle.

### L’Homme qui n’oubliait jamais
- Titre original : The Man Who Never Forgot.
- Trad. de l’anglais par Catherine Grégoire, initialement paru dans The Magazine of Fantasy & Science Fiction n°81, février 1958
- Auteur : Robert Silverberg

### La Fin du voyage
- Titre original : Journeys End.
- Trad. de l’anglais par Bruno Martin, initialement paru dans The Magazine of Fantasy & Science Fiction n°69, février 1957
- Auteur : Poul Anderson
- Résumé : Norman Kane est le seul télépathe au monde, sauf une femme dont il a perçu l'esprit un jour sans parvenir à la rejoindre. Son "don" discutable le condamne à entendre à longueur de journée les pensées ennuyeuses, nauséabondes, ou carrément horribles de ses contemporains. Un jour enfin, il croise inopinément la route de la femme de jadis – elle le perçoit aussi, ils courent l'un à l'autre, vont-ils enfin ne plus être seuls? Mais une fois réunis, ils se rendent compte qu'ils voient chacun les secrets honteux de l'autre. Furieux d'être ainsi mis à nu, ils commencent aussitôt à se haïr en proportion.

### Voir une autre montagne
- Titre original : To See Another Mountain.
- Trad. de l’anglais par Roger Durand, initialement paru dans The Magazine of Fantasy & Science Fiction n°95, avril 1959
- Auteur : Frederik Pohl
- Résumé : Le docteur Noah Sidorenko, quatre-vingt-quinze ans, a en son temps révolutionné le monde. À présent sénile, il séjourne dans une clinique spéciale à flanc de montagne, avec d'autres personnalités à problèmes qu'on le force à côtoyer lors de séances de thérapie de groupe.

Une nuit, il se rend compte que tout le monde lui joue en réalité une comédie qui vise à le guérir, lui seul, dans l'espoir qu'il puisse encore offrir à l'humanité une trouvaille visionnaire. Il les affronte tous et les accuse de le faire régresser à force de drogues et de programmes imposés.
C'est alors qu'il a l'épiphanie d'une nuit d'enfance, durant laquelle il avait eu la prémonition d'un accident sous sa fenêtre. Ce souvenir en amène d'autres et il comprend que son génie lui vient de pouvoirs mentaux qu'il a longtemps réprimés. Lorsqu'il le dit aux autres, ceux-ci sont déjà ébahis : sans s'en rendre compte, Sidorenko s'est mis à léviter. Il a finalement réussi à "voir une autre montagne".

### Le Frère silencieux
- Titre original : Silent Brother.
- Trad. de l’anglais par Michel Deutsch, initialement paru dans Astounding Science Fiction no 303, février 1956 sous le pseudonyme de Paul Janvier
- Auteur : Algis Budrys
- Résumé : Cable, un astronaute à moitié détruit par un accident, a des raisons d'être amer quand il voit ses ex-collègues revenir triomphalement d'Alpha du Centaure. Puis il en a d'avoir peur lorsqu'il constate que, chaque nuit, il quitte son lit (comment, sans béquilles, et la porte fermée à double tour ?) pour aller trafiquer sa télévision à la cave (il ne connaît pourtant rien à l'électronique). Cela a-t-il un rapport avec la quarantaine imposée aux explorateurs ?

Alors que Cable s'interroge, son corps abîmé se met à se régénérer. Le test ultime vient quand sa machine inconnue s'active, émettant une lumière terrifiante, et le force à reprendre le contrôle complet de son corps pour l'éteindre. Cable sent alors en lui une présence bienveillante et qui approuve sa réussite.
Peu après, des agents du gouvernement viennent le voir pour savoir s'il aurait reçu quelque chose des astronautes. Oui, réalise-t-il, il a bien reçu un cadeau de leur part. C'est un frère invisible, venu du Centaure, et qui ne demande qu'à aider les humains. Cable en "donne" une partie aux agents pour qu'eux aussi ressentent la joie d'avoir un tel ami.

### La Guerre des sorcières
- Titre original : Witch War.
- Trad. de l’anglais par Marcel Battin, initialement paru dans Startling Stories vol. 23 n°3, juillet 1951.
- Auteur : Richard Matheson
- Résumé : Elles sont sept jolies adolescentes, regroupées dans un bunker tandis que la guerre approche au-dehors. Sur un ordre de leur coordinateur (qui les traite en secret de monstres), elles déchaînent leur imagination, et au-dehors des centaines d'hommes meurent atrocement. L'offensive ennemie anéantie, elles reprennent leurs amusements de gamines.

### Un spécialiste des jours de fête
- Titre original : The Holiday Man.
- Trad. de l’anglais par Frank Straschitz, initialement paru dans The Magazine of Fantasy & Science Fiction n°74, juillet 1957
- Auteur : Richard Matheson
- Résumé : David ne veut pas aller travailler, mais comme le lui dit sa femme Jean, il n'a pas le choix. Vaincu, il se rend à son bureau solitaire, au fond d'un immeuble anonyme, et s'étend sur le sofa qui y trône. Là, pendant des heures, il hurle, car il voit et ressent la mort de chacune des personnes qui décèderont le 4 juillet qui vient. Puis il note son pronostic sur un papier et le donne à son patron. Ce dernier est ravi, c'est le genre de chiffre qui fait vendre son journal.

### Haine publique
- Titre original : The Public Hating.
- Trad. de l’anglais par Simone Hilling, initialement paru dans The Blue Book Magazine, janvier 1955
- Auteur : Steve Allen
- Résumé : Traub visite les États-Unis, ce qui, en 1978, inclut d'assister à une séance de haine publique, sorte d'application collective des pouvoirs latents de l'esprit humain. Traub accompagne donc un ami américain au Yankee Stadium investi pour l'occasion. Après un bref discours, on amène un prisonnier politique, le professeur Ketteridge. La foule avide, déjà hystérique, se met au signal de l'orateur à souhaiter mille morts au supplicié, et celui-ci se met réellement à souffrir puis à s'embraser. C'en est trop pour Traub, submergé par les ondes violentes du public et par la vision atroce. Il s'enfuit du stade.

### Les Pouvoirs de Xanadu
- Titre original : The Skills of Xanadu.
- Trad. de l’anglais par Michel Deutsch, initialement paru dans Galaxy Science Fiction n° 67, juillet 1956
- Auteur : Theodore Sturgeon
- Résumé :